# موکس
موکس (به ارمنی: Մոկք) نام منطقه‌ای در ارمنستان کهن بود که امروزه در استان وان ترکیه جای دارد. این منطقه به دست خانواده‌ای فئودال به همین نام میان سال‌های ۴۰۰ تا ۸۰۰ میلادی گردانده می‌شد. امروزه این محل را در ترکیه باغچه‌سرای می‌خوانند.
در گذشته این سرزمین از جنوب به سرزمین آسورییان کرانمند می‌شد و ایالتی شاهزاده‌نشین بود که شاهزادگانش تبار کردوخی داشتند. فرمانروایی اینان بر این منطقه به گونه‌ای تا سدهٔ دهم میلادی نیز پایدار مانده‌بود. پیش از رخداد نسل‌کشی ارامنه این بخش شست روستا داشت که چهل‌تای آن ارمنی‌نشین بود. فقیه طیران شاعر و نویسندهٔ کرد و خان محمود خان کرد در سدهٔ نوزدهم میلادی از این بخش بودند.
از فرمانروایان اینجا جز نام چندتایشان چیز چندانی در دست نیست؛ مانند سورا که در پیرامون ۳۹۰ میلادی بر سر کار بوده و آتم به سال ۴۱۵، آرتاک به سال ۴۴۵ و اوهان به سال ۴۸۰. همچنین می‌دانیم که در پیرامون ۸۵۰ سندباد از دودمان باگراتونی قدرت را به دست گرفته‌است.